# Teatro Sociale (Castiglione delle Stiviere)
Il Teatro Sociale di Castiglione delle Stiviere è uno storico teatro del mantovano, opera dell'architetto Luigi Canonica. Fu inaugurato il 12 ottobre 1843.

## Origine
Il patriziato di Castiglione delle Stiviere usava accogliere rappresentazioni teatrali e melodrammatiche nei saloni del Palazzo Pretorio, i quali vennero, però, occupati dalle truppe austriache almeno fra il 1832 ed il 1836.  Si ritennero, quindi, maturi i tempi per la realizzazione di un nuovo edificio dedicato. Era questa l'epoca di grande sviluppo della passione teatrale, dopo gli esempi geniali di Goldoni, di Alfieri, e soprattutto l'epoca dell'opera in musica che, in Italia, contava già nomi gloriosi come Bellini, Rossini, Donizetti.
Mantova aveva costruito il suo Teatro Sociale nel 1822 e a Castiglione si prese l'iniziativa di fare altrettanto, in proporzione dei mezzi con i quali si riuscì ad effettuare un cospicuo fabbricato e soprattutto un teatro che fu tra i migliori dei teatri sociali di provincia.

## L'edificio
Il progetto venne affidato al Canonica, che già si era illustrato, fra l'altro, nell'ampliamento del Teatro alla Scala e nella sistemazione del Teatro Sociale di Como, di Monza e di Mantova. Egli disegnò un impianto nella caratteristica forma a ferro di cavallo.
Prima della costruzione effettiva, i mezzi furono approntati da un gruppo di soci che elargirono la loro proprietà sul terreno fabbricabile in accordo con l'amministrazione comunale (1836) che cedette alcune pertinenze del palazzo di via Pretorio, ed il progetto fu approvato il 17 luglio 1840 dal consigliere aulico di Mantova, a cui seguì la nomina di una deputazione, con a capo il nobile Carlo Pastorio.
Per quanto riguarda l'interno e gli elementi strutturali, collaborarono alla decorazione il pittore Orsi dell'Accademia di Venezia, nel sipario raffigurante Apollo Musagete, ed i milanesi Ghislandi, Lodigiani e Zampori per gli affreschi e gli stucchi.

## Prime e rappresentazioni
Il teatro fu inaugurato con ripetute rappresentazioni dell'opera Virginia del musicista Alessandro Nini, di Fano, su libretto di Domenico Bancalari, genovese, seguita dall'opera Belisario di Gaetano Donizetti.
Rimase "sociale" per quasi un secolo, fino all'anno 1938 e ospitò la rappresentazione delle più importanti opere melodrammatiche dell'Ottocento, oltre che di commedie interpretate da cospicue compagnie.

Tra le prime si annovera il Nabucco (opera che aveva segnato il primo trionfo di Verdi, rappresentata qui nel 1845), la Norma di Bellini, La figlia del reggimento, Marin Faliero e Roberto Devereux di Donizetti (1845), Ernani e I due Foscari di Verdi (1846), I masnadieri di Verdi e Beatrice di Tenda di Bellini (1850), Roberto il diavolo di Meyerbeer (1852), Il trovatore e I Lombardi alla prima crociata di Verdi (1885). Del compositore parmigiano vennero pure rappresentate La traviata (1859), La forza del destino (1894), Aida (1899), Rigoletto (1902), Un ballo in maschera (1907), e infine, nel 1926, impresa di grande audacia, Otello.

Altre opere rappresentate furono Cavalleria rusticana di Mascagni, La bohème e Tosca di Giacomo Puccini (1901-1910), oltre ad Andrea Chénier di Giordano (1923), tralasciando le altre, in una serie di anni interrotta solo dalla prima guerra mondiale (1915-1918). Attori, ballerini, cantanti e orchestrali furono spesso artisti o spalle reclutate dal Teatro alla Scala di Milano.

L'arte drammatica in prosa ebbe per interpreti Zago, Ferravilla, Zacconi, Bragaglia, Musco, Ruggeri, Tumiati.
Il tutto testimonia il fiorire di una passione e di una tradizione di cui è inutile rimpiangere l'odierno fatale superamento, dopo che, fino dal 1924, l'arte cinematografica ha segnato una prima vittoria (si intende, di pubblica partecipazione) sull'arte propriamente teatrale, e dopo che i mezzi di diffusione moderni hanno messo in crisi la frequenza agli spettacoli anche negli stessi capoluoghi di provincia.